# Okružní městské sady (Plzeň)
Okružní městské sady jsou součástí historického centra města Plzně a jsou velmi oblíbeným turistickým cílem. Sady jsou místem různorodých kulturních akcí pořádaných v průběhu roku. Sadový okruh tvoří Křižíkovy sady, Šafaříkovy sady, Kopeckého sady, Smetanovy sady, sady 5. Května a sady Pětatřicátníků. Nachází se zde zahradní umění, fontány, voliéry, jezírka, stromy ve valech, sochy významných plzeňských osobností, jako například sv. Jana Nepomuckého nebo Martina Kopeckého a pomníky Františka Křižíka a J.F. Smetany. Okružní městské sady jsou nedílnou součástí městské památkové rezervace a od 3. 5. 1958 jsou také kulturní památkou.

## Jednotlivé části sadového okruhu
- Křižíkovy sady, kde se nachází pomník s bustou Františka Křižíka a Theatrum Mundi

- Šafaříkovy sady se sousoším Spejbla a Hurvínka a Františkánským klášterem

- Kopeckého sady, kde leží Západočeské muzeum, pomník Martina Kopeckého a Měšťanská beseda

- Smetanovy sady s pomníkem Bedřicha Smetany, divadlem J. K. Tyla a Starou synagogou

- sady 5. Května (Mlýnská strouha)

- sady Pětatřicátníků, kde se nachází centrální tramvajová stanice se jménem „Sady Pětatřicátníků“, zastavují zde všechny tři linky plzeňské tramvajové dopravy.[1][2]

## Historie
Dějiny se datují do 1. pol. 19. stol., konkrétně do roku 1828, kdy byly zbourány hradby na západní straně města. V těchto prostorách byly vystavěny nové veřejné budovy reprezentující město. Postupně tak vznikaly okružní promenády na systému alejí, které byly nejdříve založeny na jižní hranici města. Plochy poté byly upraveny do formy okrasných parků. Okruh městských sadů i přesto zachovává původní hradební pásmo kolem vnitřního města. Soustřeďoval se v nich společenský a kulturní život města a z toho vyplývala i jejich úprava a výstavba v okolí. Svůj podíl na zbudování měl purkmistr Martin Kopecký, jehož pomník byl zde vystavěn v roce 1861, k němuž přibyl v roce 1874 Pomník J. F. Smetany. Vodopád s rybníčkem v místech dnešního divadla byl vytvořen mezi lety 1880-1890. Dnešní podoba sadů je zachována již z 2. pol. 19. stol., kromě některých přidaných aspektů, jako například secesní meteorologický kiosek nebo kašna se sochou matky s dítětem.
Východní část okruhu vznikla v místě bývalé mlýnské strouhy, kde byla zachována původní vegetace (převážně olše). V designu parku byla ponechána linie bývalého náhonu, která se stala travnatým pásem ohraničeným stromořadími a vedla k částečně zasypanému Pražskému mostu s Pietou. Pražský most byl částešně z jedné strany zasypán kvůli regulaci toku Radbuzy. Během rekonstrukce v letech 1994–1996 byla před muzeem instalována elipsovitého tvaru fontána a v parku byly přidány kovové pergoly zarostlé popínavými rostlinami a úseky trvalkových záhonů. V roce 2010 byla provedena renovace části parku, během které byl vodní prvek bývalého vodního kanálu pod Pražským mostem obnoven jako umělá vodní plocha.
Severní část zahradního okruhu byla založena v roce 1846 jako rozšíření původních alejí z roku 1839. Během druhé poloviny 19. století byly tyto sady rozšiřovány, včetně úprav po zasypání Soukenické valchy, a také v meziválečném období. Nicméně od poloviny 60. let do poloviny 80. let 20. století byly jak severní, tak západní části zahradního okruhu postupně upraveny pro průtahové silnice, čímž zbyly pouze úzké pruhy s výsadbami podél cest.
Sady byly navrženy v souladu s dobovým ideálem reprezentativního zahradního umění. Městské sady nabízí širokou škálu ukázek mistrovství v zahradnictví, včetně kobercových výsadeb a letní aranžmá různých druhů exotických rostlin. Jejich základem jsou staré stromy rostoucí na původních valech, které byly doplněny alejemi, dalšími samostatnými stromy a exotickými druhy. Sady byly obohaceny památníky a drobnými zahradními prvky, jako jsou fontány a jezírka.

## Významné budovy v okolí
Kromě na Plzeňsku proslulých městských sadů se ve stejné lokaci nachází i další významné budovy, které přispívají k popularitě tohoto místa. Patří mezi ně Divadlo J. K. Tyla, Západočeské muzeum v Kopeckého sadech, Měšťanská beseda a nakonec druhá největší synagoga v Evropě – Velká synagoga v Plzni.

## Galerie

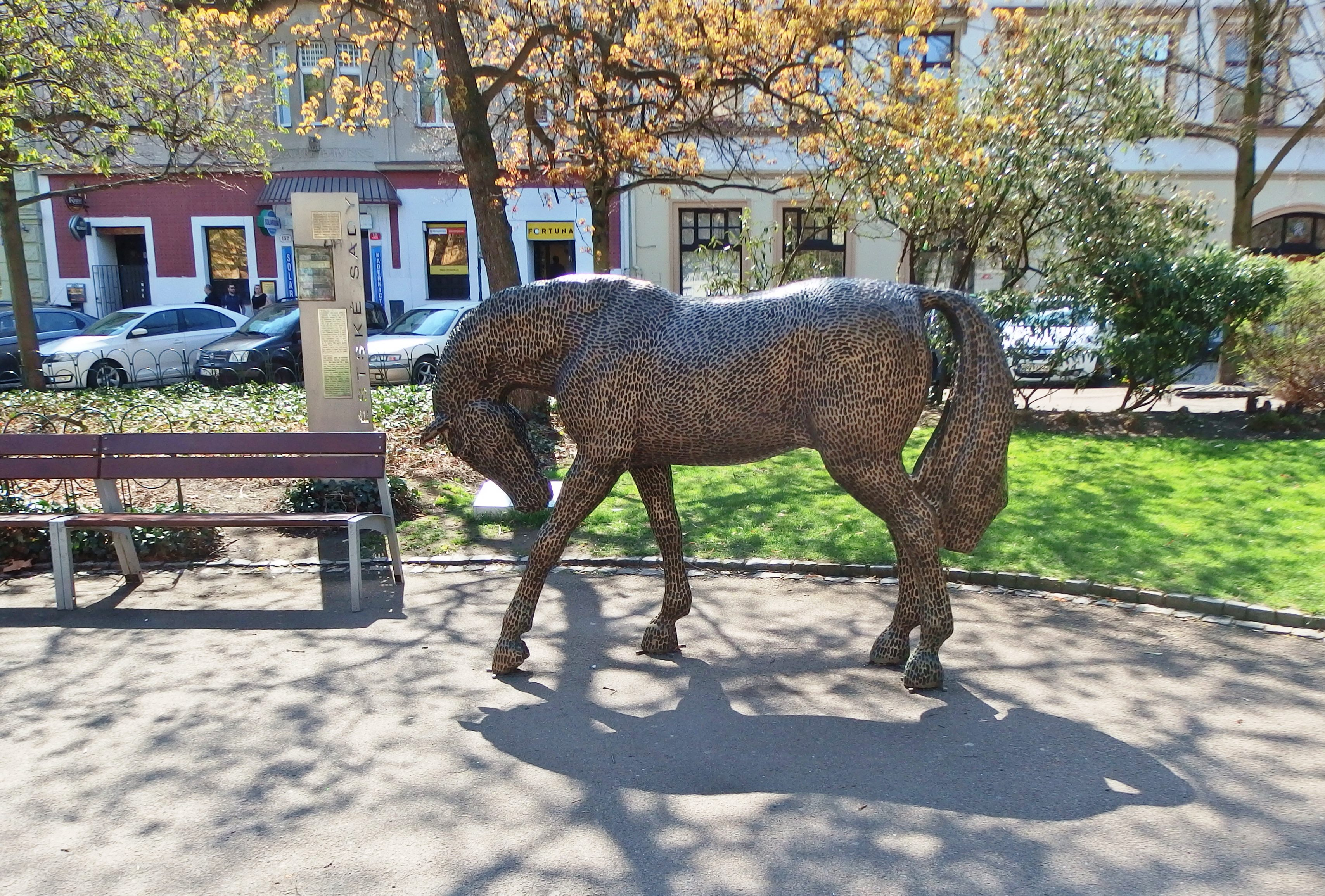
Bronzová socha koně v Kopeckého sadech, autor: Michal Gabriel
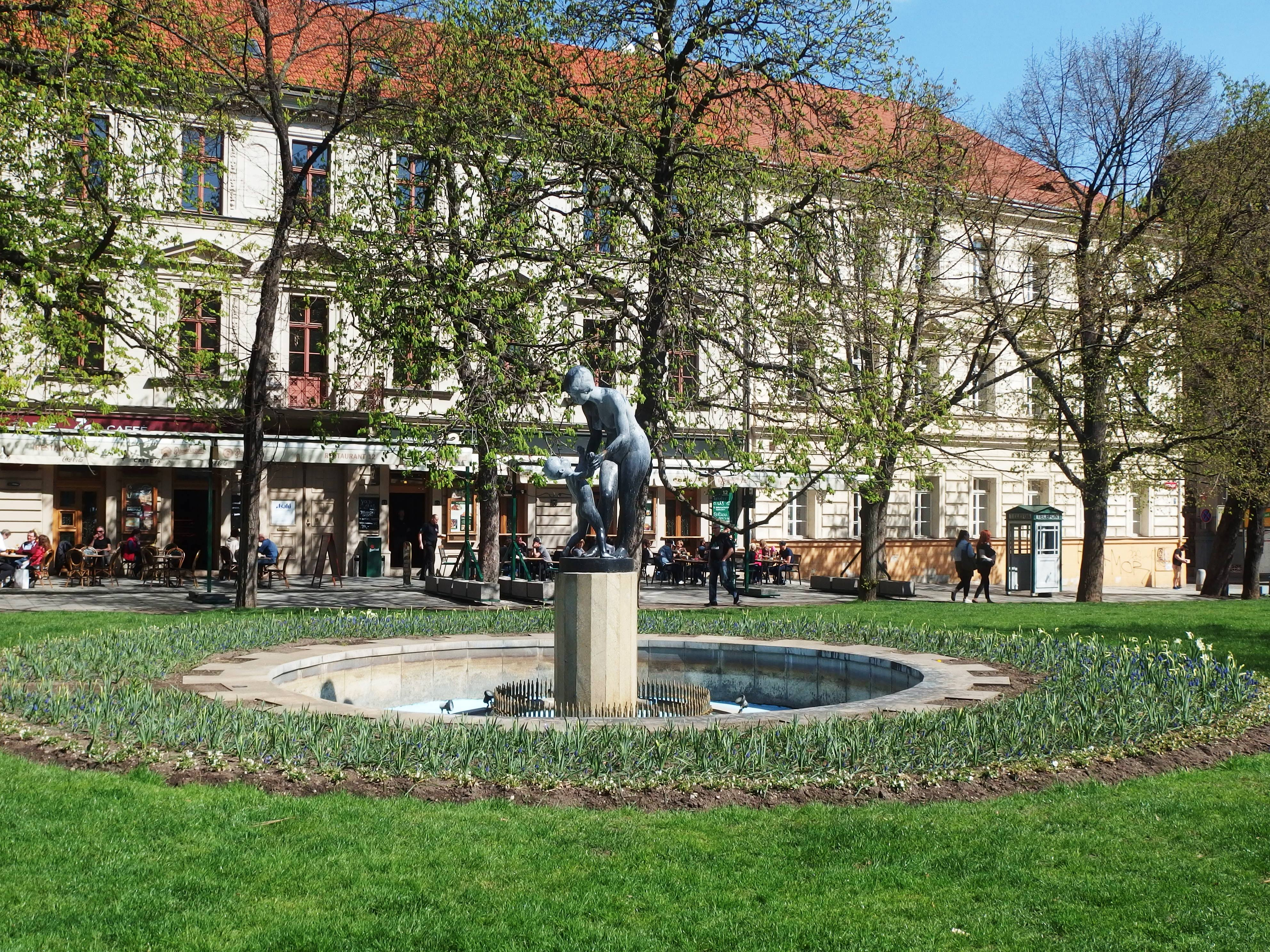
kašna s bronzovou sochou Matka s dítětem v Kopeckého sadech, autor: Jiří Hanzálek
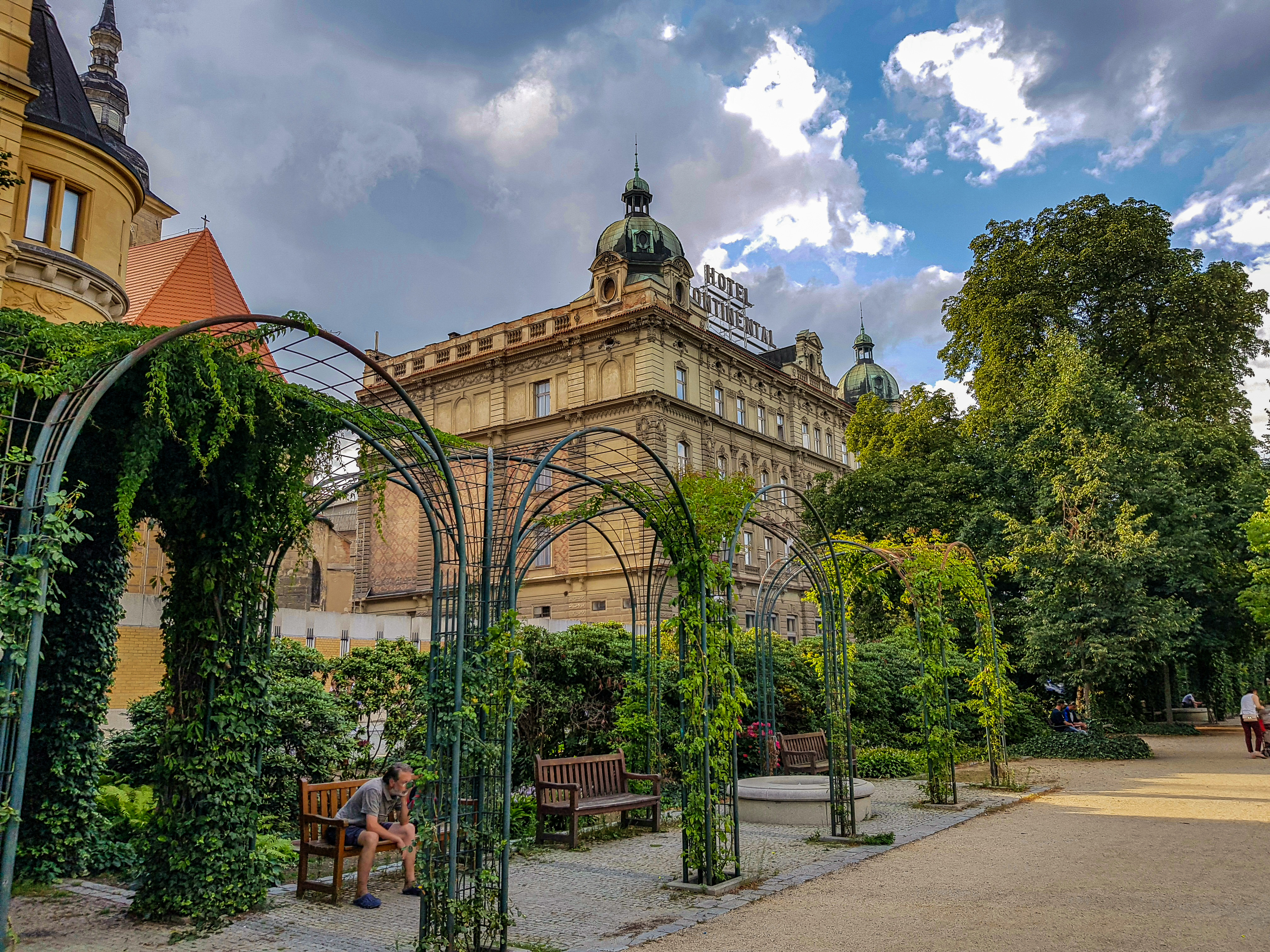
Hotel Continental v Křižíkových sadech